# 一切なりゆき
一切なりゆき（いっさいなりゆき）は、樹木希林が著者の書籍。

## 概要
2018年12月、文藝春秋から文春新書で出版。
樹木希林は1985年から雑誌記事に多くの言葉を遺す。その中から厳選された154の言葉。
2019年1月、累計発行部数が50万部を突破。
2019年3月、累計発行部数が100万部を突破。
2019年9月、累計発行部数が150万部を突破。トーハンと日本出版販売の調べで2019年上半期ベストセラー1位。
2019年のトーハンと日本出版販売の調べで、年間ベストセラー1位。